# The Mighty
The Mighty er en amerikansk coming of age buddy komediedrama fra 1998 instrueret af Peter Chelsom og skrevet af Charles Leavitt. Den er baseret på bogen Freak the Mighty af Rodman Philbrick, og de medvirkende er Sharon Stone, Gena Rowlands, Gillian Anderson, Harry Dean Stanton, Kieran Culkin, James Gandolfini og Elden Henson.
Filmen blev positivt modtaget af kritikerne, og Stone blev nomineret til en Golden Globe Award for Best Supporting Actress for sin præstation.

## Medvirkende
- Elden Henson som Maxwell "Max" Kane/The Mighty
- Kieran Culkin som Kevin Dillon/Freak
- Sharon Stone som Gwen "The Fair Gwen Of Air" Dillon
- Gena Rowlands som Susan "Gram" Pinneman
- Harry Dean Stanton som Elton "Grim" Pinneman
- James Gandolfini som Kenneth "Kenny" David Kane aka "Killer" Kane
- Gillian Anderson som Loretta Lee
- Meat Loaf som Iggy Lee
- Jenifer Lewis som Mrs. Addison
- Joseph Perrino som Tony "Blade" Fowler
- Eve Crawford som Mrs. Donelli
- John Bourgeois som Mr. Sacker
- Dov Tiefenbach som Doghouse Boy #1
- Michael Colton som Doghouse Boy #2
- Daniel Lee som Doghouse Boy #3